# Селиванов, Валерий Владимирович
Вале́рий Влади́мирович Селива́нов (род. 28 мая 1937 — 2011) — советский и российский философ и культуролог. Доктор философских наук, профессор. Действительный член Российской академии гуманитарных наук, член Ассоциации искусствоведов. Сын историков В. И. Селиванова и К. М. Колобовой.

## Биография
В 1969 году защитил кандидатскую диссертацию «Предмет искусства в генетическом освещении», в 1984 году — докторскую диссертацию «Социальная природа художественного мышления».
Главный научный сотрудник, заведующий сектором социологии Государственного Эрмитажа. Профессор кафедры философии и культурологии Республиканского гуманитарного института при СПбГУ (ИППК-РГИ СПбГУ). Преподаватель кафедры социологии СПбГЭУ.
Президент Санкт-Петербургской ассоциации «Диалог культур».
Автор более 200 научных работ.

## Основные труды

### Публикации
- Селиванов В.В. Истоки петербургской культурологической школы и ее современные перспективы и проблемы // Петербургская Культурология: проблемы и перспективы СПб, 2005. (0,2 п.л.)
- Селиванов В.В. Итальянский сборник (редактор). СПб, 2005. (8,0 п.л.)
- Селиванов В.В. Три подхода к определению культуры // Сб. памяти Э.В.Соколова. СПб: СПбГУКиИ, 2005. (2,0 п.л.)
- Селиванов В.В., Мишина И.В. Перспективы развития культуры Ненецкого автономного округа // Проблемы и перспективы развития Ненецкого автономного округа. СПб: изд.ГПА, 2005. (1,5 п.л.)
- Селиванов В.В. Вяч.Иванов и Н.Я. Марр в жизни и творческой судьбе К.М.Колобовой// Ежегодник ист. фак-та, каф. истории Др.Греции и Рима, Центра антиковедения. СПб, 2006. (1,5 п.л.)
- Селиванов В.В. Культура как шанс выжить человечества в условиях его неминуемой гибели // Сб. по культурологии. Спб, 2006. (0,2 п.л.)
- Селиванов В.В. Студенты в Эрмитаже // Музей – зритель: ХХ I век. СПб:Эрмитаж, 2006. (0,6 п.л.)
- Селиванов В.В. Три подхода к определению культуры//Культура и личность: Памяти Э.В.Соколова. СПб:СПбГУ, 2006. (1,5 п.л.)

### Монографии
- Селиванов В.В. Социальная природа художественного мышления. СПб: СПбГУ, 1992 г. (10 п.л.)
- Селиванов В.В. Искусство XX в. (эстетические теории и художественное творчество). Л.: "Знание". (2 п.л.)
- Селиванов В.В. Ответственность художника перед обществом. М., 1992. (3 п.л.)
- Лекции по истории эстетики (в 5-ти т.т.) / 4 главы/ СПб:СПбГУ, 1971-1986 (7 п.л.)
- Селиванов В.В. Классическая эстетика в кратком изложении. (15 п.л.) (в печати)[6]